# کلی کامیونیتی (کنتاکی)
کلی (به انگلیسی: Kelly) یک منطقهٔ مسکونی در ایالات متحده آمریکا است که در شهرستان کریستین، کنتاکی واقع شده‌است. کلی کامیونیتی ۲۴۳ متر بالاتر از سطح دریا قرار دارد.